# Ivanić Desinićki
Ivanić Desinićki is een plaats in de gemeente Desinić in de Kroatische provincie Krapina-Zagorje. De plaats telt 594 inwoners (2001).